# Matthias Lens
Matthias Lens (Turnhout, 25 februari 1986) is een Vlaamse zanger en accordeonist.

## Biografie
Lens kreeg op zijn vijfde al privélessen accordeon, omdat hij nog te jong was voor de muziekacademie. Later ging hij naar de muziekacademie van Turnhout en Mol. Op zijn zestiende ging hij vervolgens naar het Antwerps kunsthumaniora. In 2005 behaalde hij de eerste prijs accordeon op de Axion Classics-wedstrijd en slaagde hij voor het toelatingsexamen op het Koninklijk Vlaams Conservatorium in Antwerpen.
Van 2009 tot 2011 vormde hij samen met Annelies Wintens het accordeonduo The Sunsets. Van hun twee eerste platen verkochten ze 90.000 exemplaren. In 2011 stapte Lens uit de groep en begon hij een solocarrière. Na singles als Pretty Belinda en Joana bracht hij op 28 augustus 2013 zijn eerste, titelloze soloalbum uit. Op dit album staan oude wereldhits voorzien van een Nederlandstalige tekst en een modern accordeonarrangement. In juni 2014 bracht hij zijn tweede album uit, ditmaal een instrumentaal album met Franse chansons. In 2015 volgde het album Samen uit, samen thuis en in 2017 Matthias Lens goes classic. Al zijn solo-albums bereikten tot nu toe de top 10 van de Vlaamse albumlijst.
Lens was de partner van zangeres Laura Lynn. Op 20 september 2012 kreeg het koppel een dochter.
In juli 2019 werd bevestigd dat het koppel eerder uit elkaar gegaan was.

## Discografie
| Album met hitnotering(en) in de Vlaamse Ultratop 200 albums | Datum van verschijnen | Datum van binnenkomst | Hoogste positie | Aantal weken | Opmerkingen   |
| ----------------------------------------------------------- | --------------------- | --------------------- | --------------- | ------------ | ------------- |
| Matthias Lens                                               | 2013                  | 07-09-2013            | 4               | 24           |               |
| De mooiste musettes                                         | 2014                  | 05-07-2014            | 3               | 28           | Instrumentaal |
| Samen uit, samen thuis                                      | 2015                  | 28-08-2015            | 8               | 17           |               |
| Goes classic                                                | 2017                  | 10-06-2017            | 9               | 16           |               |

| Single met hitnotering(en) in de Vlaamse Ultratop 50 | Datum van verschijnen | Datum van binnenkomst | Hoogste positie | Aantal weken | Opmerkingen                               |
| ---------------------------------------------------- | --------------------- | --------------------- | --------------- | ------------ | ----------------------------------------- |
| De kusjesdans                                        | 2011                  | 19-11-2011            | 25              | 5            | met Laura Lynn Nr. 1 in de Vlaamse Top 10 |
| Pretty Belinda                                       | 2012                  | 22-12-2012            | tip 10          | -            | Nr. 1 in de Vlaamse Top 10                |
| Joana                                                | 2013                  | 30-03-2013            | tip 38          | -            | Nr. 6 in de Vlaamse Top 10                |
| Mademoiselle Ninette                                 | 2013                  | 27-07-2013            | tip 83          | -            |                                           |
| Julie                                                | 2013                  | 20-09-2013            | tip 39          | -            |                                           |
| Shalala lala                                         | 2014                  | 10-01-2014            | tip 46          | -            |                                           |
| Toet toet                                            | 2014                  | 29-05-2014            | tip 66          | -            | Nr. 6 in de Vlaamse Top 10                |
| Reine de musette                                     | 2014                  | 26-07-2014            | tip 57          | -            |                                           |
| Samen uit, samen thuis                               | 2015                  | 07-03-2015            | tip 26          | -            | Nr. 11 in de Vlaamse Top 50               |
| Under the moon of love                               | 2015                  | 01-08-2015            | tip 29          | -            | Nr. 19 in de Vlaamse Top 50               |
| You never can tell (C'est la vie)                    | 2015                  | 10-10-2015            | tip 55          | -            | Nr. 30 in de Vlaamse Top 50               |
| Feesten                                              | 2016                  | 12-03-2016            | tip             | -            | Nr. 40 in de Vlaamse Top 50               |
| Ik wil dansen                                        | 2016                  | 17-09-2016            | tip             | -            | Nr. 41 in de Vlaamse Top 50               |
| La donna è mobile                                    | 2017                  | 24-06-2017            | tip             | -            |                                           |
| Heidi                                                | 2018                  | 14-04-2018            | tip             | -            | Nr. 32 in de Vlaamse Top 50               |
| Rosetta                                              | 2018                  | 11-08-2018            | tip             | -            | met Wim Leys Nr. 25 in de Vlaamse Top 50  |